# Aïda Cortés i Ausió
Aïda Cortés i Ausió (Esplugues de Llobregat, Baix Llobregat, 20 d'abril de 1977) és una jugadora d'hoquei sobre patins catalana, ja retirada.
Formada al Club Patí Corbera, va jugar al Club Hoquei Sants-Montjuïc i al Club Hoquei Mataró. Internacional amb la selecció espanyola, va participar en diferents tornejos internacional, en els quals va aconseguir dos Campionats del Món i un d'Europa.
Professionalment, és llicenciada en Arquitectura per l'Escola Tècnica Superior d'Arquitectura de Barcelona de la Universitat Politècnica de Catalunya.

## Palmarès
Selecció espanyola
- 2 medalles d'or al Campionat del Món d'hoquei patins femení: 1994, 1996
- 1 medalla d'or al Campionat d'Europa d'hoquei patins femení: 1995